# Placogorgia rudis
Placogorgia rudis är en korallart. Placogorgia rudis ingår i släktet Placogorgia och familjen Plexauridae. Inga underarter finns listade i Catalogue of Life.